# Маллерсдорф-Пфаффенберг
Маллерсдорф-Пфаффенберг (нем. Mallersdorf-Pfaffenberg) — ярмарочная община в Германии, в Республике Бавария.
Община создана объединением нескольких населённых пунктов в 1972 году (расширена в 1978 году) и расположена в правительственном округе Нижняя Бавария в районе Штраубинг-Боген. Население составляет 6446 человек (на 31 декабря 2010 года). Занимает площадь 72,61 км².
Ярмарочная община подразделяется на 9 сельских округов.

## Население
По оценке на 31 декабря 2015 года население общины Маллерсдорф-Пфаффенберг составляет 6683 чел. 

| Дата      | 1840 | 1871 | 1900 | 1925 | 1939 | 1950 | 1961 | 1970 | 1987 | 2011 |
| --------- | ---- | ---- | ---- | ---- | ---- | ---- | ---- | ---- | ---- | ---- |
| Население | 3185 | 4590 | 4462 | 5014 | 5101 | 7232 | 5964 | 6116 | 6091 | 6357 |

| Год       | 1960 | 1970 | 1980 | 1990 | 2000 | 2009 | 2010 | 2011 | 2012 | 2013 | 2014 | 2015 |
| --------- | ---- | ---- | ---- | ---- | ---- | ---- | ---- | ---- | ---- | ---- | ---- | ---- |
| Население | 5995 | 6048 | 5806 | 6277 | 6574 | 6476 | 6446 | 6367 | 6361 | 6488 | 6536 | 6683 |